# BMW M1
BMW M1 (interní označení BMW E26) je supersportovní automobil, který v letech 1978 až 1981 vyráběla německá automobilka BMW. Vyráběl se pouze jako dvoudveřové kupé s motorem uprostřed a pohonem zadních kol. Jednalo se o první BMW s označením sportovní divize M. Design vytvořil Giorgetto Giugiaro. Sports car International prohlásila BMW M1 za desátý nejlepší sportovní vůz sedmdesátých let. Celkem bylo vyrobeno 456 vozů.

## Popis automobilu
Jedná se o jediné BMW s motorem uprostřed, které se prodávalo veřejnosti. Poprvé bylo představeno na Pařížském autosalonu. Na vývoji vozu se spolupracovalo s automobilkou Lamborghini. Z plánované výroby v Itálii sešlo a typ M1 se nakonec montoval ve Stuttgartu. Pohání ho tříapůllitrový šestiválec. Motor má čtyři ventily na válec. Dosahuje výkonu 204 kW. Maximální rychlost automobilu je 260 km/h. Podvozek byl tvořen příhradovým rámem s nezávislým zavěšením všech kol. V interiéru se nacházela sedadla Recaro, tříramenný volant, klimatizace, elektricky ovládaná okna a zpětná zrcátka.
|  |  |  |  |

## Rozměry
- Délka - 4260 mm
- Šířka - 1824 mm
- Výška - 1140 mm
- Váha - 1419 kg[1]

## Závodní kariéra
Pro závody upravovala firma Procar tento vůz a přeplňovaný motor dosahoval výkonu 634 kW. Tyto speciály byly homologovány pro skupinu 4. Vzhledem k popularitě byl vytvořen i vlastní seriál Procar BMW M1 Championship. V něm se utkávali jezdci Formule 1 s identickými vozy. V roce 1979 vyhrál sezónu Niki Lauda a o rok později Nelson Piquet. Po dvou letech byl pohárový šampionát ukončen.

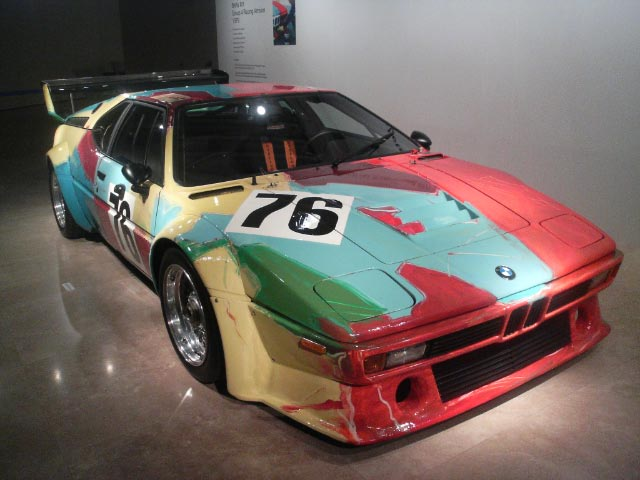
BMW M1 v barvách Andy Warhola

Pro jeden závod 24 hodin Le Mans byl BMW M1 Procar barevně upraven umělcem Andy Warholem. Tento vůz skončil v závodě šestý.

### V rallye
Bernard Darniche se rozhodl jeden exemplář přestavět na rallyeový speciál skupiny B. Poprvé se automobil představil na Rally du Var 1980, ale na předních pozicích závodil až na Tour de Corse - Rallye de France 1982. Automobil byl postaven pro závodění na asfaltových soutěžích a tak se na šotolinových příliš neobjevoval. 
Na podvozku byl připevněn trubkový rám, který nesl celou plastovou karoserii. Původní sériový motor byl upraven na konečných 315 kW. Vůz měl elektronické zapalování Magneti Marelli. Objem motoru byl 3498 cm3 a celková hmotnost vozu byla okolo jedné tuny.

## Budoucnost
V dubnu 2008 vystavovala automobilka koncept nového BMW M1 Homage jako showcar k příležitosti 30. výročí výroby prvního BMW M1. Design opět vytvořil Giugiaro. 